# Taiping (socken i Kina, Heilongjiang, lat 45,92, long 125,93)
Taiping (kinesiska: 太平, 太平乡) är en socken i Kina. Den ligger i provinsen Heilongjiang, i den nordöstra delen av landet, omkring 58 kilometer väster om provinshuvudstaden Harbin.
Genomsnittlig årsnederbörd är 909 millimeter. Den regnigaste månaden är juli, med i genomsnitt 189 mm nederbörd, och den torraste är januari, med 5 mm nederbörd.